# Nabuchodonosor (bouteille)
Pour les articles homonymes, voir Nabuchodonosor.

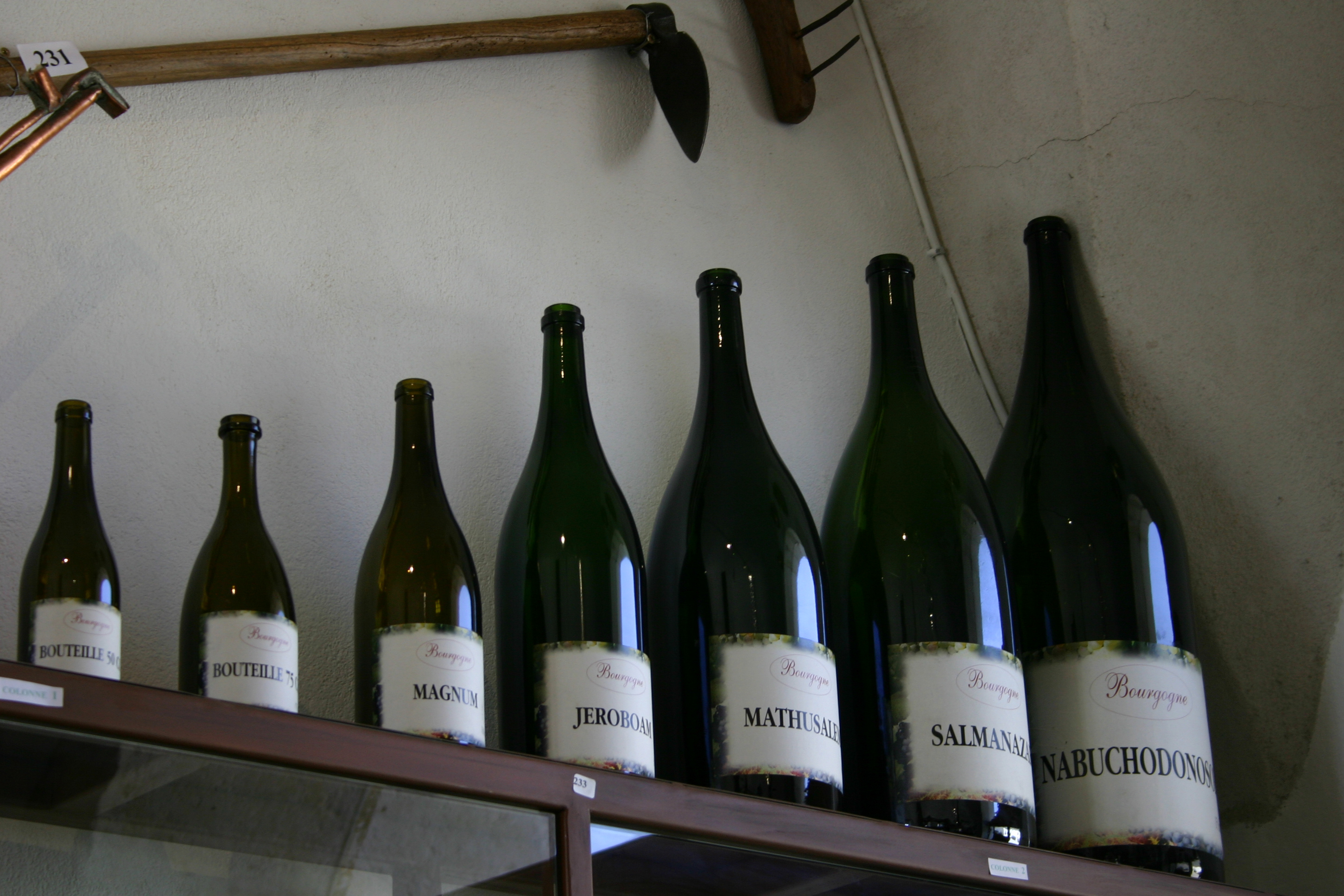

Le nabuchodonosor est une bouteille en verre conçue pour contenir l'équivalent de vingt bouteilles de 75 cl, soit quinze litres.
Le nom est celui d'une dynastie babylonienne fondée par Nabuchodonosor Ier, un roi considéré comme le plus grand roi de la dynastie de Pashe (la « Seconde dynastie d'Isin ») .
Armand de Brignac fut le premier à commercialiser un champagne rosé dans une bouteille nabuchodonosor en 2013.